# Горбачёв, Сергей Николаевич
Сергей Николаевич Горбачёв (27 мая 1956, Клин, Московская область) — советский российский спортсмен (русские шашки), тренер, функционер. Ответственный секретарь Федерации шашек СССР в 1980—1982, 1982—1984, 1988—1990, ответственный секретарь секции «64» ФМЖД в 1993—1994, вице-президент Федерации шашек России в 1995—2000, президент Федерации шашек России в 1997—1998 гг.
Тренер-преподаватель по шашкам ДЮСШ № 3 по шахматам и шашкам Московского городского Дворца детского (юношеского) творчества г. Москвы.

## Биография
Родился под Москвой, в городе Клин, в семье учительницы и военного третьим ребенком. 
Отец — Николай Петрович, мать — Вера Евдокимовна, старший брат — Владимир, средний брат Слава, бабушка — Евдокия Фёдоровна.
Спустя два года семья Горбачёвых переехала в город Кунцево.
В 1977 году закончил РЭА им. Г. В. Плеханова.